# Ladoga centralitaliae
Ladoga centralitaliae är en fjärilsart som beskrevs av Ruggero Verity 1950. Ladoga centralitaliae ingår i släktet Ladoga och familjen praktfjärilar. Inga underarter finns listade i Catalogue of Life.